# Moțăței
Moțăței là một xã thuộc hạt Dolj, România. Dân số thời điểm năm 2002 là 7991 người.